# 道路清潔工

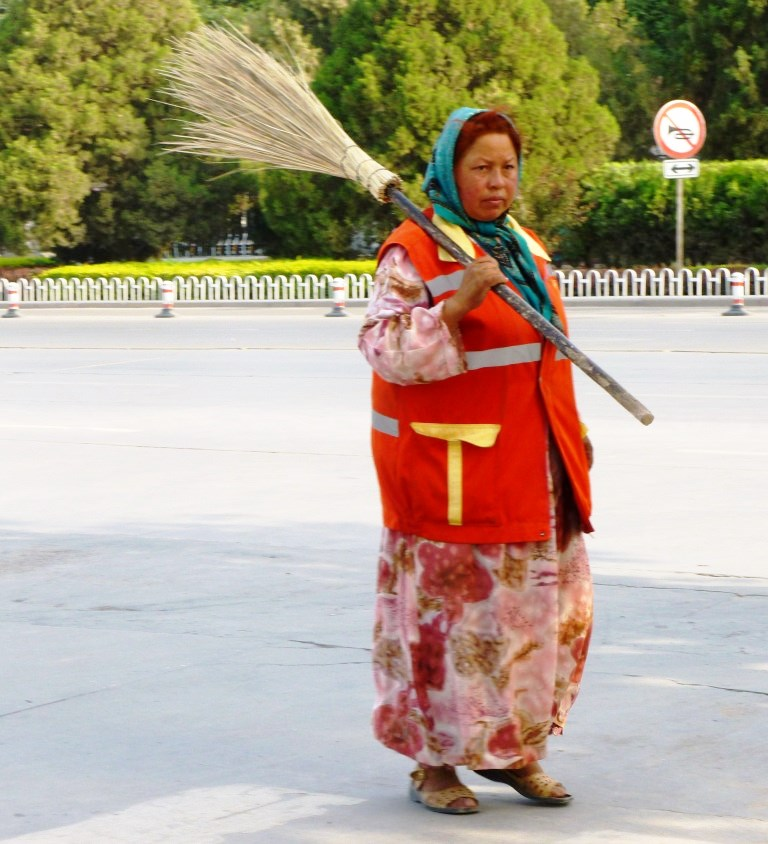
新疆喀什市的道路清洁工（攝於2011年）

道路清潔工俗稱清道夫，是在街道、公路、廣場、公園、景区、遊樂場等室外公共場所從事清潔工作的環衛工人，也包括操作自動化機械工具（如掃街車）清潔道路的工作人員。